# Mike Medavoy
Morris Mike Medavoy (Xangai, China, 21 de janeiro de 1941) é um produtor cinematográfico norte-americano. Como reconhecimento, foi nomeado ao Oscar 2011 na categoria de Melhor Filme por Black Swan.